# Argopistes scyrtoides
Argopistes scyrtoides är en skalbaggsart som beskrevs av J. L. Leconte 1878. Argopistes scyrtoides ingår i släktet Argopistes och familjen bladbaggar. Inga underarter finns listade i Catalogue of Life.